# 千載不決の議
千載不決の議（せんざいふけつのぎ）は、北宋の太祖趙匡胤の死と、その死後の弟の太宗趙光義による帝位継承をめぐる一連の疑惑のことである。載は千載一遇の熟語における用法と同様、年と同義で、「千年を経ても結論が出ない議論」という意味である。

## 概要
開宝9年10月20日（976年11月14日）の夜、太祖が急死し、弟の趙光義が帝位に即いた。これが宋の太宗である。しかし、その即位は当初から疑問視されていた。太祖には、立太子されてはいないものの、すでに成人した男子が何人もおり、太宗の即位は彼らを差し置いてのものであった。さらには、既に人事不省となっていた太祖の寝室に、当時晋王であった太宗が見舞いに駆けつけるなり、太祖の死が公表されたことから、太宗が兄の太祖を殺害した上で即位したのではないかとの疑惑が持たれたのである。
太宗は、自身の即位については太祖の遺詔があり、自分たち兄弟の母の昭憲太后の遺言（金匱の誓い）でも趙氏の成人男子が年齢順に即位することが定められており、これに従って即位したとの立場をとった。しかし太宗は即位以降、太祖の子を自殺に追い込んだり、金匱の誓いに従えば次の皇帝になるべき趙廷美（太祖・太宗の弟）を失脚させた後に死に追い込み、結局は自身の子の真宗からその子孫へと代々帝位が継承されるという路線を確立させた。
これら一連の流れから、太宗はその即位の正統性を大きく傷つけることとなった。さらに、皇帝の崩御によって改元する場合は崩御の翌年から元号を改める踰年改元にすべきところを、太宗の即位と同時に太平興国と改元したことも、太祖に対する礼を失するものとして疑惑を深めている。
このことから、太宗による太祖殺害の疑惑は、宋一代ばかりか、実際に1000年たった今日でも結論が出ないまま取り沙汰されている。

## 太祖の死についての記載・伝承
太祖の死因について、『宋史』（元代に編まれた正史）では言及されておらず、「太祖紀」ではただ一行、崩御の事実が記されているだけである。私撰の史書・筆記（同時代または少し後の人物の手になる）は一人一様の記述を見せるが、その多くが晦渋難解である。
巷間ではさまざまな伝説が生まれたが、僧文瑩の『湘山野録』が伝える「斧声燭影」は、最も広く流布した奇妙な説である。
荒唐無稽といえばそれまでだが、太祖の死の現場に唯一人太宗がいたという点で、太祖の死因について隠蔽しようとしながら、ある程度真実を伝えているともいえる。
宮崎市定など一部の研究者からは、生前の太祖が陳橋の変の時に見られるように非常な大酒飲みであったとする記録などから、脳溢血などの疾患による急死だったのではないかと指摘する声もある。脳溢血により急死したとすれば、それを示す状況としてはむしろリアリティを感じさせる。
『資治通鑑』の編纂でも有名な政治家司馬光はその『涑水紀聞』でこう伝える。
太宗の子孫が皇位を占める時代で、司馬光は太宗の行為を努めて弁護しているが、それでも非常に疑わしいことを宋皇后の言葉は伝えている。実際、後日宋皇后が亡くなった時、先帝の皇后という身位に相応しい葬儀は行われず、『宋史』「太宗紀」の詰る事四箇条の一つとなっている。
宋の皇位は太宗以後、北宋の滅亡まで太宗の子孫が継いだ。靖康の変の後、高宗が建康（現在の南京）に入って南宋を建てたが、金兵によって皇統に近い皇族は高宗を除いて一人残らず北方へ連れ去られていた。高宗はただ一人の男子の趙旉を幼くして喪い、そのまま他に男子を得なかったため、太祖の子孫である孝宗を皇嗣とした。これに関しては次の伝説がある。
夢告げの真偽はともかく、孝宗以後は南宋滅亡にいたるまで皇統が太祖の裔であり続けた（ただし孝宗の系統は寧宗で断絶している）ことは史実である。